# Glottiphyllum salmii
Glottiphyllum salmii är en isörtsväxtart som först beskrevs av Adrian Hardy Haworth, och fick sitt nu gällande namn av Nicholas Edward Brown. Glottiphyllum salmii ingår i släktet Glottiphyllum och familjen isörtsväxter. Inga underarter finns listade i Catalogue of Life.

## Bildgalleri

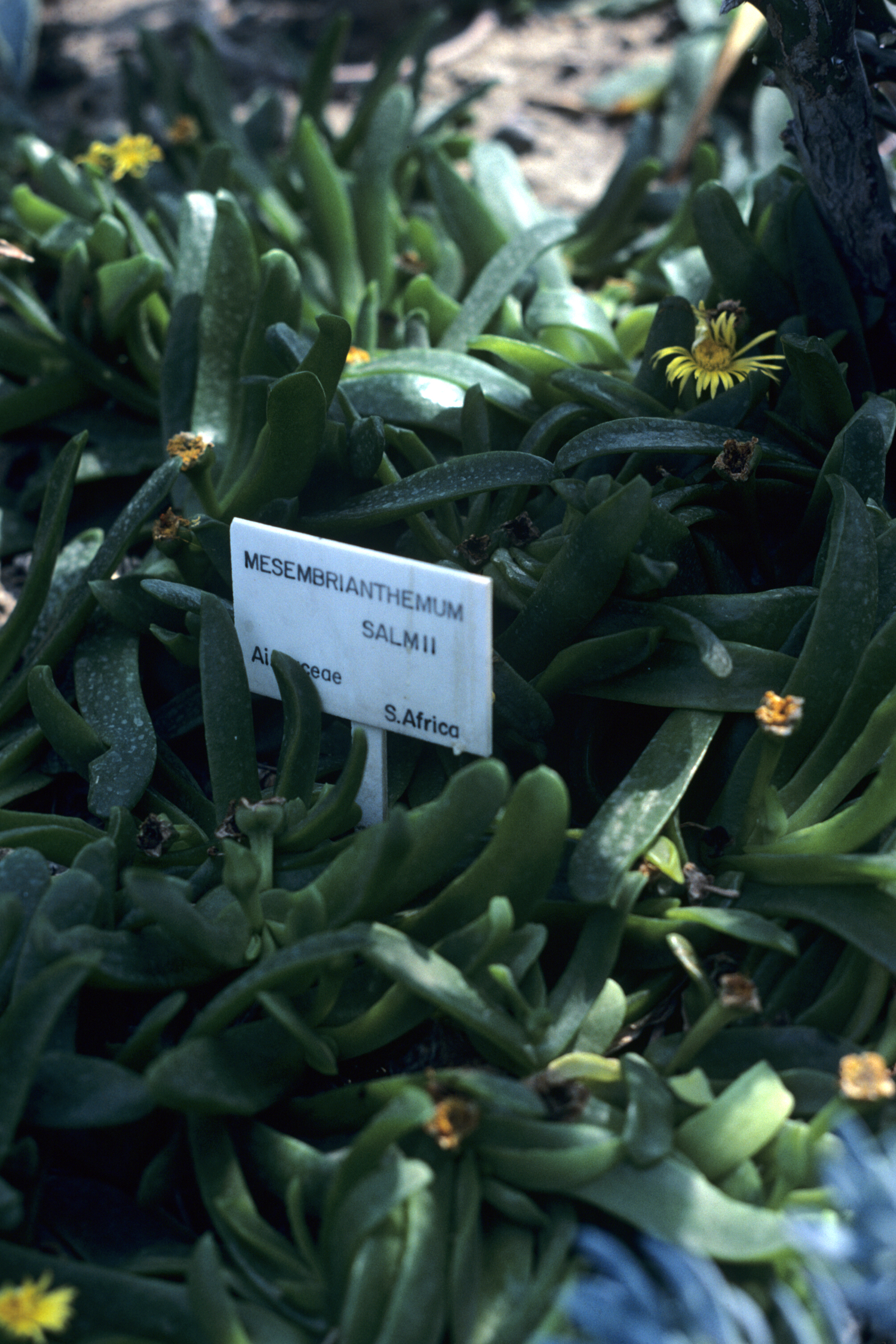
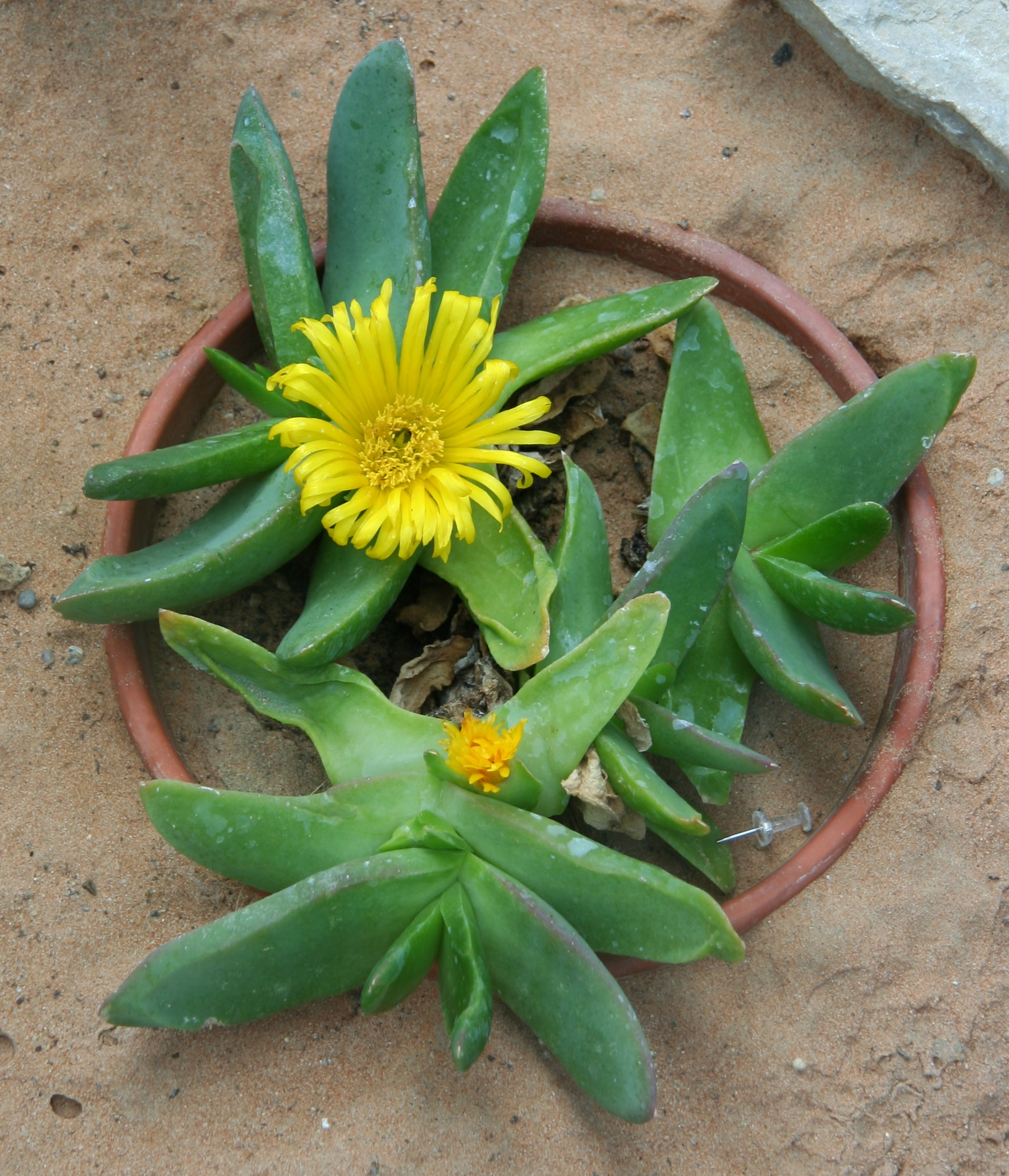